# Zębowice (województwo opolskie)
Zębowice (dodatkowa nazwa w j. niem. Zembowitz, od 1938 Föhrendorf) – wieś w Polsce, położona w województwie opolskim, w powiecie oleskim, w gminie Zębowice. Siedziba gminy Zębowice.
W latach 1975–1998 wieś należała administracyjnie do województwa opolskiego.
Historycznie leży na Górnym Śląsku. 

## Nazwa
W kronice łacińskiej Liber fundationis episcopatus Vratislaviensis (pol. Księga uposażeń biskupstwa wrocławskiego) spisanej w latach 1295–1305 miejscowość wymieniona jest w formie Sambowitz.
W 1936 roku hitlerowska administracja III Rzeszy, chcąc zatrzeć słowiańskie pochodzenie nazwy wsi, przemianowały ją ze zgermanizowanej na nową, całkowicie niemiecką nazwę Föhrendorf.
| SIMC    | Nazwa     | Rodzaj     |
| ------- | --------- | ---------- |
| 0505881 | Borowiany | przysiółek |
| 0505906 | Malinów   | przysiółek |
| 0505912 | Nowa Wieś | przysiółek |
| 0505875 | Osina     | część wsi  |

## Historia
W czasach Bolesława II Opolczyka w dokumentach pojawia się dziedzic z Zębowic (Sambowicz) niejaki Stasco (Staszko, Stanisław). Za czasów Bolka V w 1447 r. Zębowice stały się parafią. Wówczas wybudowano drewniany barokowy kościółek, który przetrwał do naszych czasów, a obecnie znajduje się w Gliwicach.
W połowie XIX wieku wieś liczyła 598 mieszkańców. Był tu pałac z początków XIX wieku, 73 domy, dwór z owczarnią, jedna katolicka szkoła, dwa młyny wodne, browar, gorzelnia, warzelnia potażu dla huty szkła w Kniei na Poliwodzie, wapiennik, dwie książęce kuźnie żelaza sztabowego. Końcem 1868 roku rozpoczęła funkcjonowanie linia kolejowa łącząca Zębowice z Kolonowskiem.
Na przełomie XIX i XX wieku w miejscowości działy instytucje kulturotwórcze: Towarzystwo Czytelni Ludowych, Towarzystwo Gimnastyczne Sokół, koła śpiewacze i chóry. Organizowano pielgrzymki do Częstochowy skąd przywożono książki religijne i historyczne. 
W latach 1910–1911 powstał obecny kościół. Po zakończeniu I wojny światowej, powstaniach i plebiscycie Zębowice znalazły się w granicach Niemiec. 
Zębowice często zmieniały właścicieli, ostatnimi właścicielami – od 1834 roku – byli książęta raciborscy, przedstawiciele rodu Hohenlohe.

### Plebiscyt i powstanie
W 1910 roku 935 mieszkańców mówiło w języku polskim, 23 w językach polskim i niemieckim, natomiast 136 osób posługiwało się jedynie językiem niemieckim. W wyborach komunalnych w listopadzie 1919 roku na listę polską oddano 117 głosów, co pozwoliło na uzyskanie 9 z 12 mandatów. Od stycznia 1921 roku działało tu gniazdo Towarzystwa Gimnastycznego "Sokół". Podczas plebiscytu w 1921 roku we wsi uprawnionych do głosowania było 709 mieszkańców (w tym 84 emigrantów). Za Polską głosowało 369 osób, za Niemcami 329 osób. Podczas III powstania śląskiego Zębowice 6 maja zostały zajęte przez siły Polskiej Organizacji Wojskowej Górnego Śląska. Przez cały okres powstania toczyły się walki o wieś i  znajdujący się w niej strategicznie położony dworzec kolejowy. 21-22 maja wojska powstańcze odparły zmasowane ataki żołnierzy niemieckich. 25 maja miała miejsce wielogodzinna bitwa o Zębowice, jednak niemieckie ataki również nie przyniosły rezultatu. Wieś została chwilowo zdobyta przez Niemców 11 czerwca, jednak polski kontratak zakończył się powodzeniem. Zwycięstwo w tej bitwie powstańcy okupili znacznymi stratami.

## Zabytki
Do wojewódzkiego rejestru zabytków wpisany jest:
- zespół pałacowy, z XVIII/XIX w.:
  - park z alejami grabowymi
  - Pałac w Zębowicach

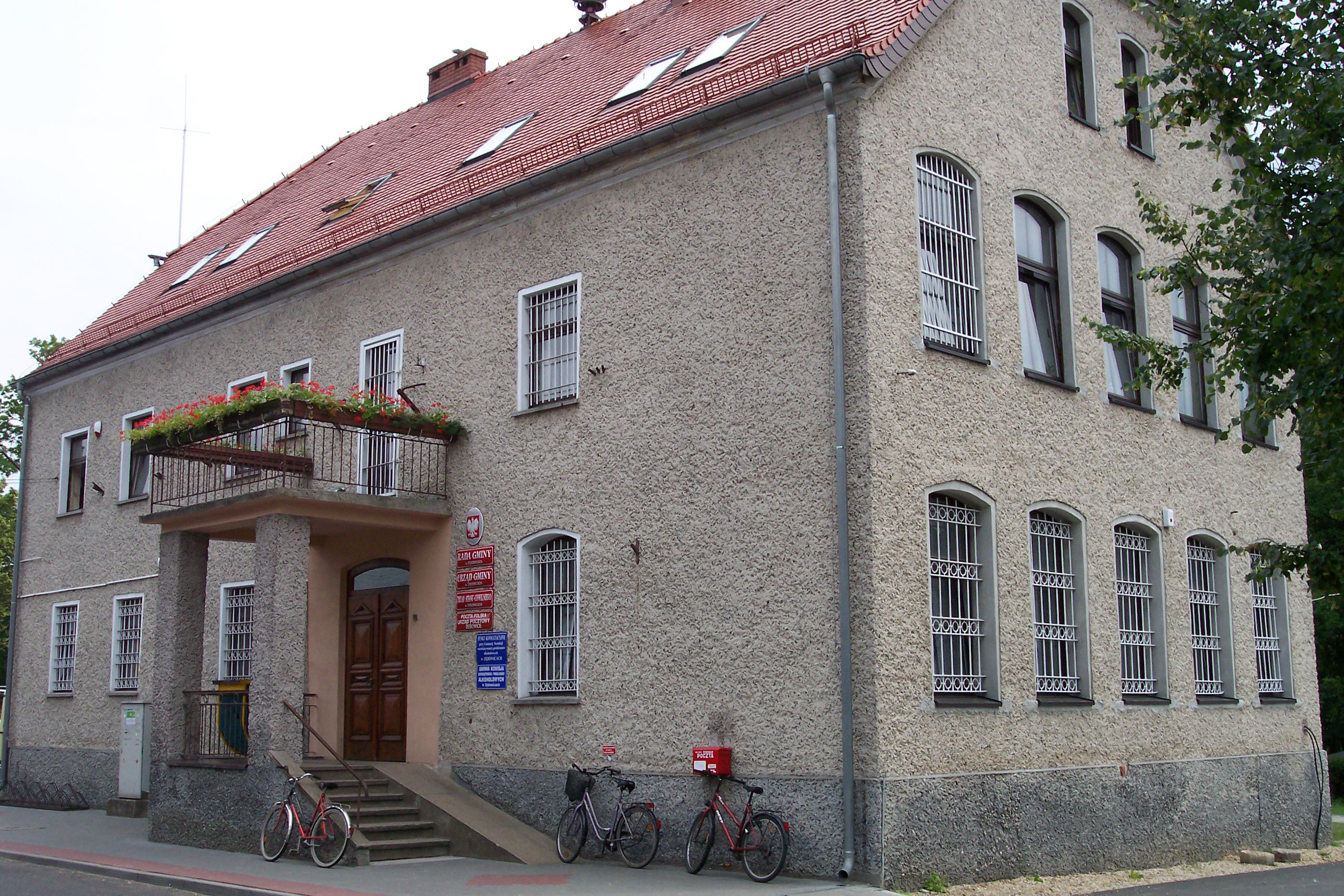
Urząd gminy
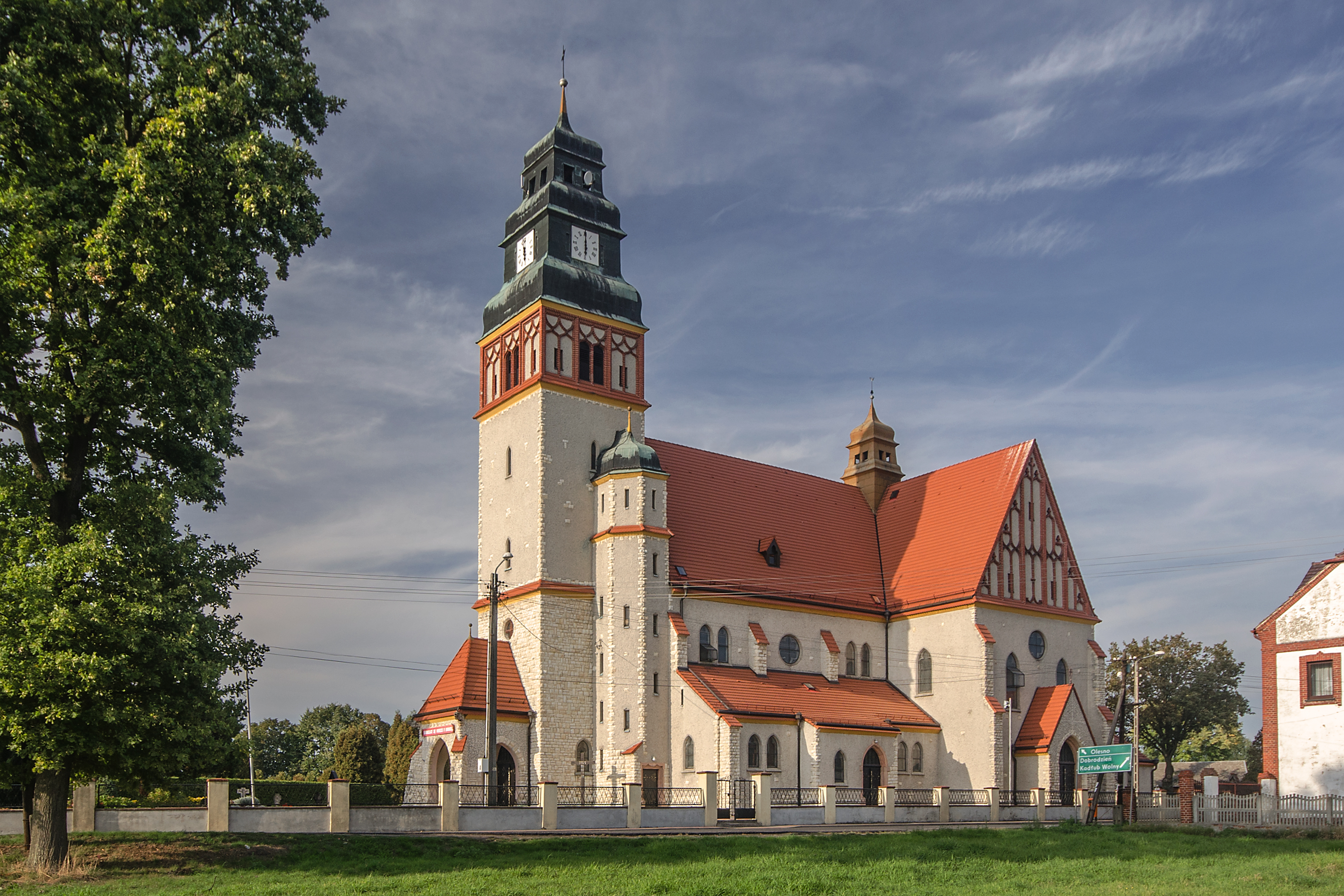
Kościół
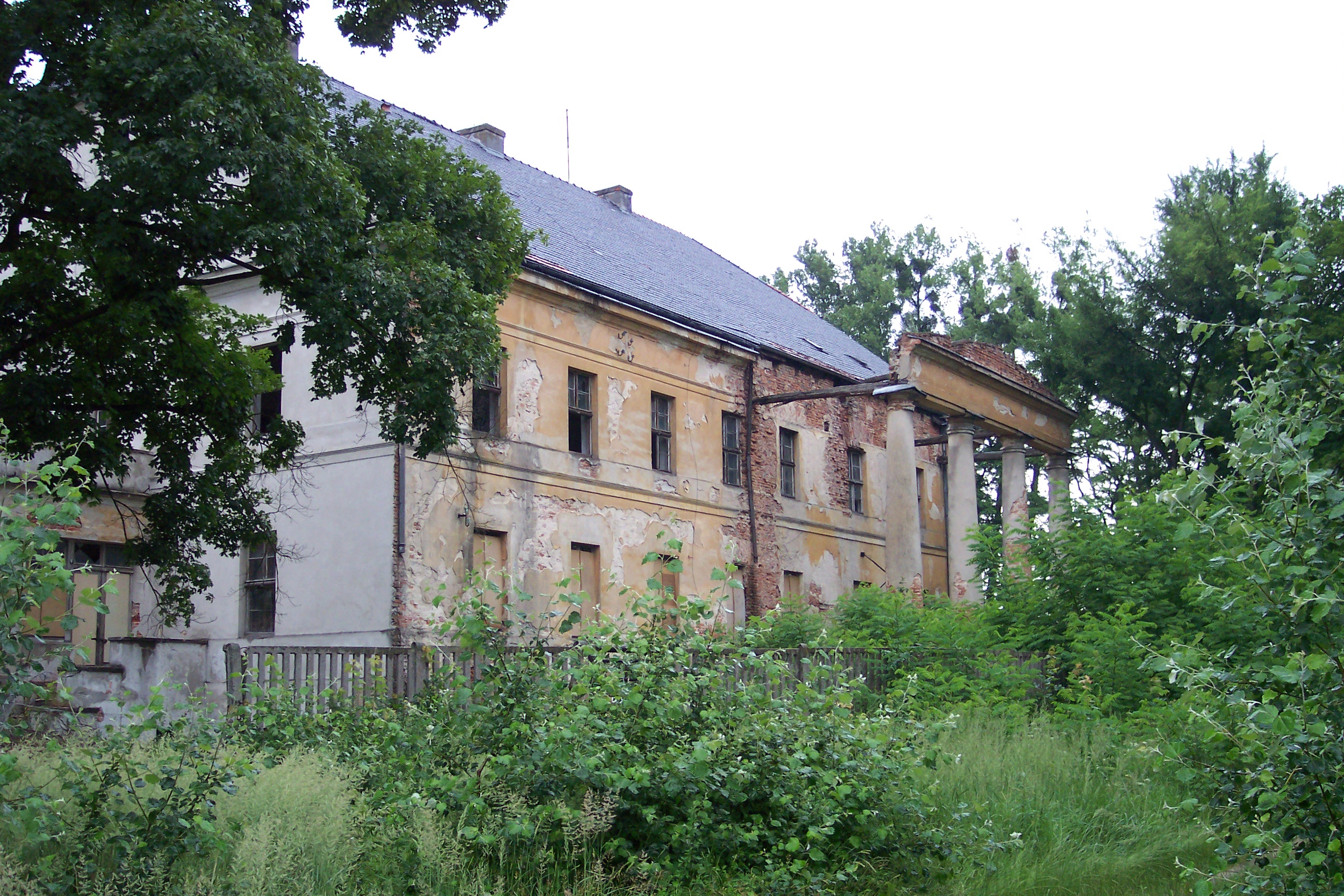
Pałac
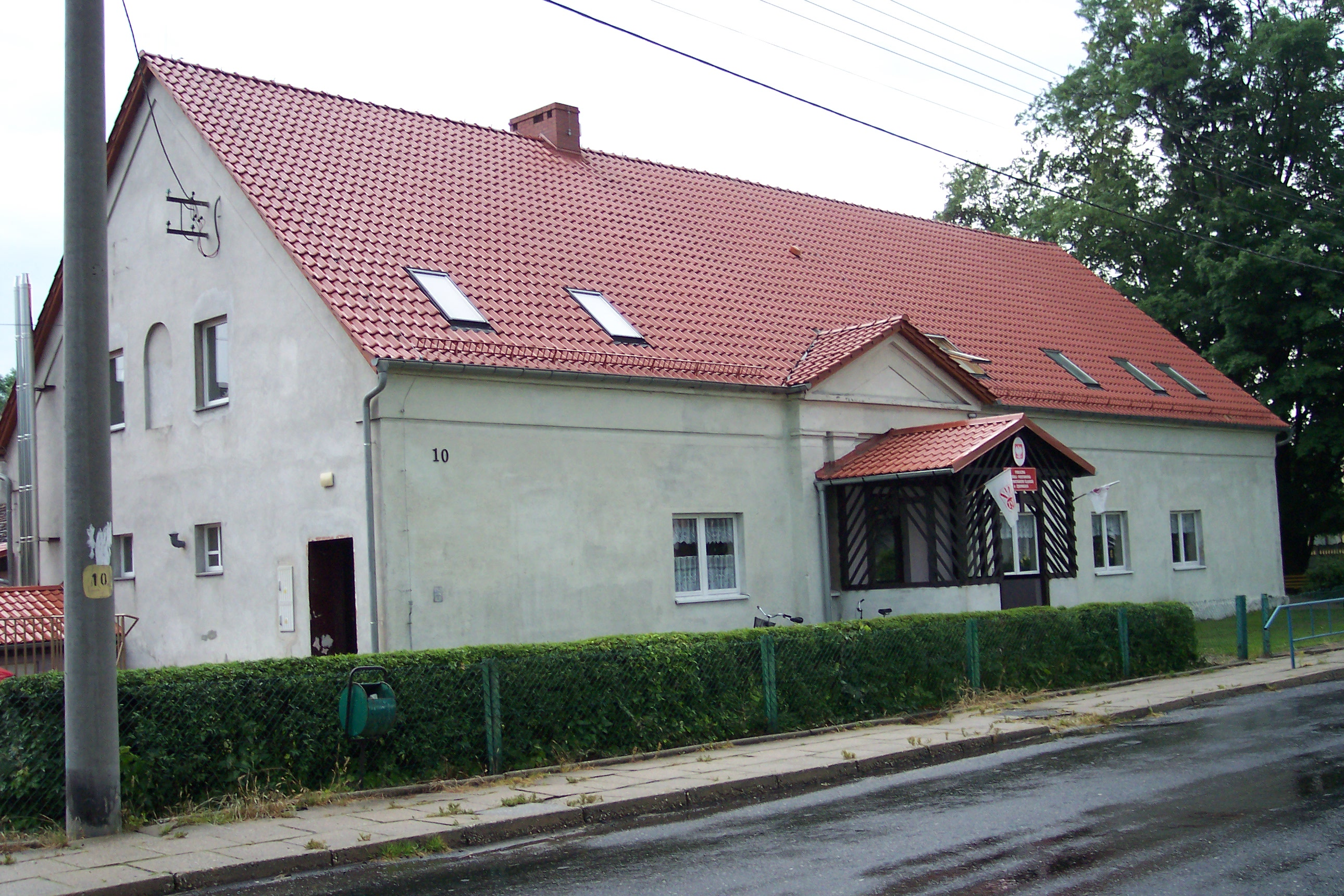
Szkoła podstawowa budynek ,, A"
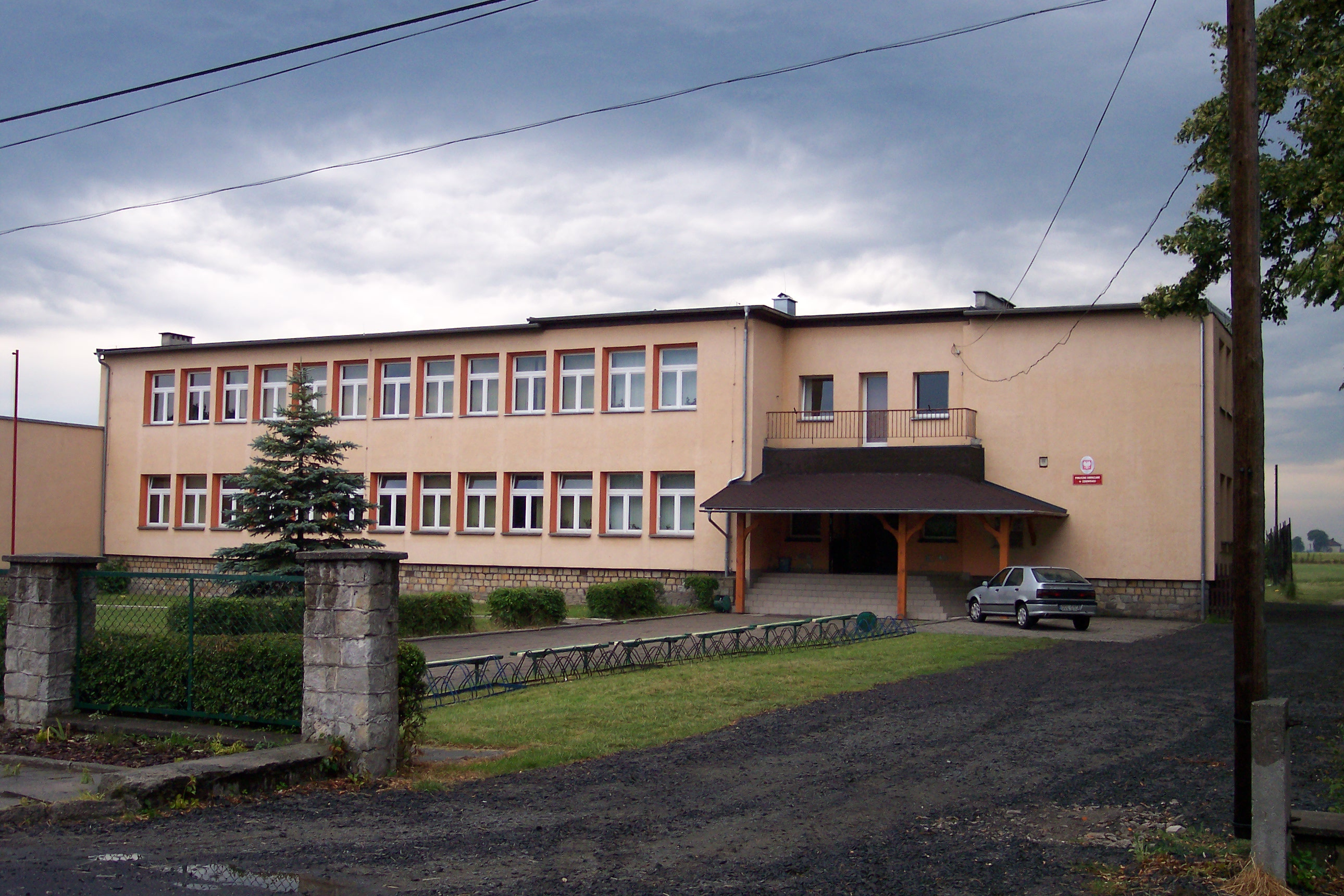
Szkoła Podstawowa budynek ,,B"
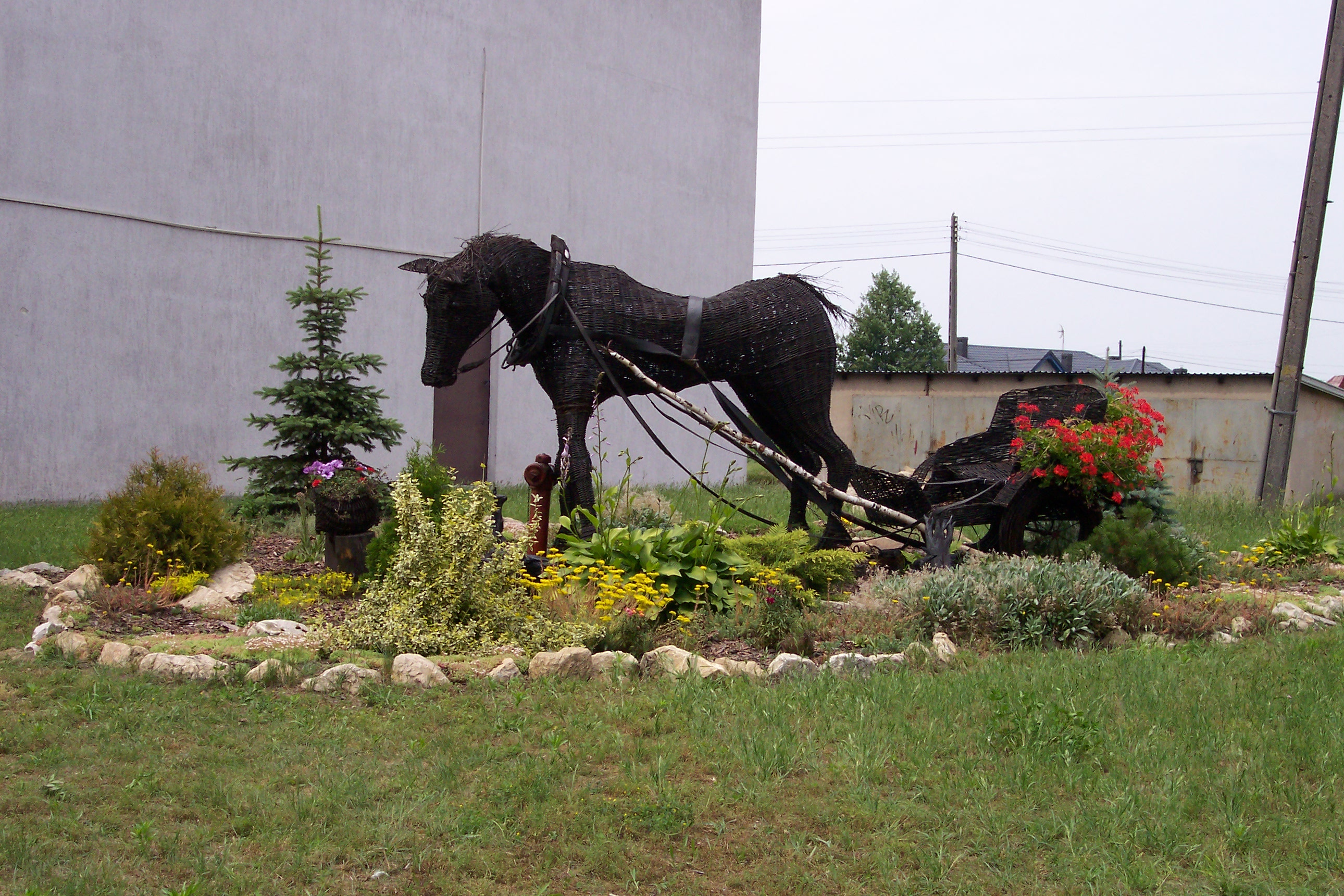
Pleciony koń w centrum Zębowic
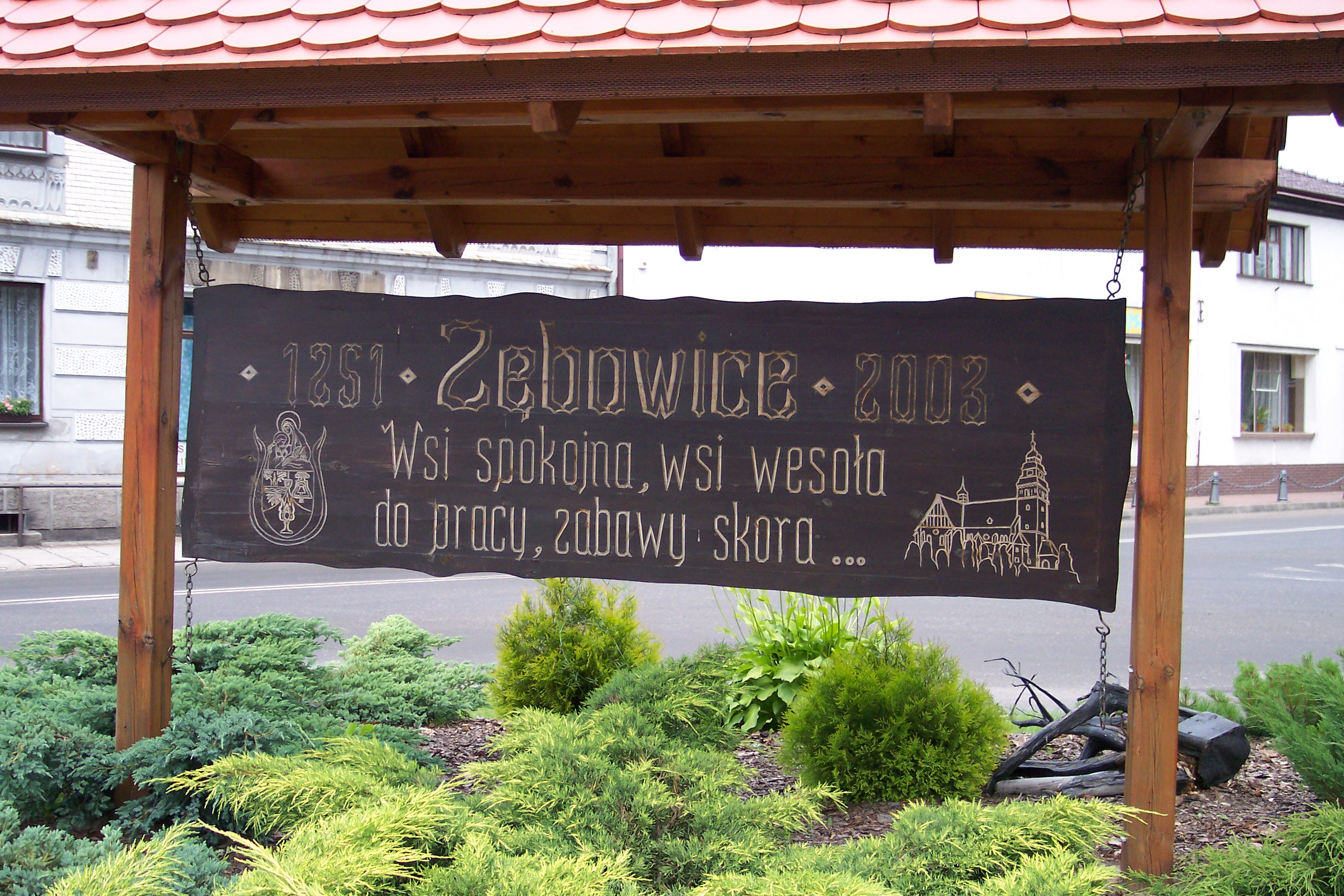
Tablica powitalna